# Corupedio
Corupedio (dal greco κόρου πεδίον kòrū pedìon, letteralmente "pianura della sazietà"), era una pianura situata, secondo Strabone nei pressi di Sardi in Lidia.
Secondo quanto ci riporta Eusebio, in questa pianura si svolse la battaglia decisiva tra i diadochi Seleuco e Lisimaco, che si risolse con la sconfitta e la morte di quest'ultimo.
Secondo Appiano la battaglia si svolse invece in Frigia, ma lo storico di Alessandria ha probabilmente confuso la Frigia col fiume Frigio, che, sempre secondo Strabone scorre nelle vicinanze di Sardi. La presenza di un fiume Frigio presso Corupedio è anche testimoniata dall'epigrafe funebre di un ufficiale chiamato Menas.